# Tom David
Tom David, né le 31 mars 1990, est un coureur cycliste néo-zélandais.

## Palmarès et classements mondiaux

### Palmarès
- 2007
  - 3e et 4e étapes du Tour de l'Abitibi
  - 2e du Tour de l'Abitibi
- 2008
  - Ster van Zuid-Limburg :
    - Classement général
    - 1re étape

  - 2e étape du Trophée Centre Morbihan
  - 2e du Trophée Sébaco
- 2012
  - Triptyque ardennais :
    - Classement général
    - 2e étape

  - Grand Prix Criquielion
- 2013
  - Mémorial Henri Garnier
  - Tour de Liège :
    - Classement général
    - 4e étape

  - 2e étape du Tour de Namur

### Classements mondiaux
| Année           | 2012 |
| --------------- | ---- |
| UCI Europe Tour | 298e |